# Antrocephalus liangtanensis
Antrocephalus liangtanensis is een vliesvleugelig insect uit de familie bronswespen (Chalcididae). De wetenschappelijke naam is voor het eerst geldig gepubliceerd in 1986 door Sheng.